# Pedicularis transmorrisonensis
Pedicularis transmorrisonensis är en snyltrotsväxtart som beskrevs av Bunzo Hayata. Pedicularis transmorrisonensis ingår i släktet spiror, och familjen snyltrotsväxter. Inga underarter finns listade i Catalogue of Life.